# Xã Richland, Quận Kalamazoo, Michigan
Xã Richland (tiếng Anh: Richland Township) là một xã thuộc quận Kalamazoo, tiểu bang Michigan, Hoa Kỳ. Năm 2010, dân số của xã này là 7.580 người.